# Ренсимен, Лесли, 2-й виконт Ренсимен из Доксфорда
Уолтер Лесли Рансимен, 2-й виконт Рансимен из Доксфорда (англ. Leslie Runciman, 2nd Viscount Runciman of Doxford; 26 августа 1900 — 1 сентября 1989) — британский судовладелец и политик.

## Происхождение и образование
Родился 26 августа 1900 года в Ньюкасл-апон-Тайн и вырос в Доксфорд-холле. Старший сын политика Уолтера Рансимена (1870—1949), позже 1-го виконта Рансимена из Доксфорда) и Хильды Стивенсон (1869—1956). Младший брат — известный историк сэр Стивен Рансимен.
Он получил образование в Итонском колледже и Тринити-колледже в Кембридже. В 1937 году он был награжден Крестом Военно-воздушных сил. В 1946 году он был награжден Орденом Британской империи за военную службу.
14 ноября 1949 года после смерти своего отца Уолтер Лесли Рансимен унаследовал титулы 2-го виконта Рансимена из Доксфорда в графстве Нортумберленд, 3-го барона Рансимена из Шорстона в графстве Нортумберленд и 3-го баронета Рансимена, став член Палаты лордов Великобритании.

## Карьера
Окончив Кембридж, Лесли Рансимен присоединился к семейному судоходному бизнесу, позже став председателем компании . Он прошел обучение на пилота и был командиром эскадрильи № 607 (графство Дарем) Вспомогательных ВВС с 1930 по 1939 год. С 1940 по 1943 год он был первым генеральным директором British Overseas Airways Corporation. После войны Рансимен служил во многих коммерческих и общественных организациях, в основном связанных с судоходством и воздушным транспортом. С 1955 года он был попечителем Национального морского музея в Гринвиче, а с 1962 по 1972 год исполнял обязанности председателя. Будучи яхтсменом всю жизнь, он был коммодором Королевской яхтенной эскадры с 1968 по 1974 год и Королевского яхт-клуба Нортумберленда с 1946 по 1976 год, когда ему было присвоено пожизненное звание адмирала.

## Семья
Лесли Рансимен был дважды женат. 20 декабря 1923 года он женился первым браком на писательнице Розамонд Нине Леманн (3 февраля 1901 — 12 марта 1990), дочери дочери Рудольфа Чемберса Леманна и Элис Мари Дэвис. Супруги не имели детей и развелись в 1928 году.
11 апреля 1932 года Лесли Рансимен вторично женился на Кэтрин Скайлер Гаррисон (1903—1993), дочери Уильяма Гаррисона. У супругов был один сын:
- Уолтер Гаррисон Рансимен, 3-й виконт Рансимен из Доксфорда (10 ноября 1934 — 10 декабря 2020)[5].